# Nicolaus Poppe
Nicolaus Poppe auch:  Nicolaus von Pape, Nicolaus Pape (* um 1365; † um 1428) war Klosterpropst des Klosters Uetersen und Pfaffe.

## Leben
Nicolaus Poppe war der Nachfolger von Hermann Kreyet und gehörte zur Rügischen Ritterschaft. Er stammte aus der Gegend um Stade, wo er in der Nähe des Klosters St. Georg eine Curia besaß. 1427 erscheint er mit der Priorin Ursula beim Hamburger Dompropst Otto tho Hoge, wo  beide unter Tränen gegenüber dem Dompropst den „Verlust von vornehmsten Kleinodien und Geschmeiden“ beklagten. Auch das persönliche Gut und der Hausrat der Nonnen sei der Feuersbrunst zum Opfer gefallen, dazu gab es eine Sturmflut, die die Dämme, Äcker und das Getreide des Klosters unbrauchbar machten. Daraufhin stelle Otto tho Hoge einen Kollektenbrief aus, um die Not zu lindern. Des Weiteren tritt 1428 er als Unterzeichner des Einverleibungsvertag über die St.-Johannes-Kirche in Seester und der alten Nikolaikirche in Elmshorn auf. Durch diesen Vertrag erlangt das Kloster in Uetersen das Patronatsrecht über beide Kirchen. Nicolaus Poppe verstarb um 1428, sein Nachfolger wurde Otto Schauenburg.